# امپانگ، کوالا لامپور
امپانگ، کوالا لامپور (به لاتین: Ampang, Kuala Lumpur) یک منطقهٔ مسکونی در مالزی است که در کوالالامپور واقع شده‌است.